# مارك باسيلي يوسف
مارك باسيلي يوسف، المعروف سابقًا باسم ناكولا باسيلي ناكولا (مواليد 1957)، هو كاتب ومنتج ومروج مصري أمريكي لفيلم «براءة المسلمين»، وهو فيلم انتقد الإسلام والنبي محمد.
في 2 يوليو 2012، نشر «سام باسيل»، الذي تم تحديده لاحقًا باسم ناكولا، إعلان ترويجي باللغة الإنجليزية لبراءة المسلمين على موقع اليوتيوب. تمت دبلجة مقاطع الفيديو في وقت لاحق إلى اللغة العربية ونشرت على الإنترنت في سبتمبر 2012. اندلعت مظاهرات واحتجاجات عنيفة ضد الفيديو في 11 سبتمبر في مصر وامتدت إلى دول عربية وإسلامية أخرى وبعض الدول الغربية. أدت هذه الاحتجاجات إلى سقوط أكثر من 50 قتيلاً ومئات الجرحى.
في 27 سبتمبر 2012، ذكرت السلطات الفيدرالية الأمريكية أن ناكولا قد اعتقل في لوس أنجلوس واتُهم بانتهاك شروط الإفراج الشرطي. وذكرت النيابة أن الانتهاكات تضمنت الإدلاء بأقوال كاذبة بشأن دوره في الفيلم واستخدامه للاسم المستعار «سام باسيل».
في 7 نوفمبر 2012، أقر ناكولا بالذنب في أربع من التهم الموجهة إليه وحُكم عليه بالسجن لمدة عام وأربع سنوات من الإفراج تحت الإشراف.

## النشأة والإدانات الجنائية السابقة
ولد ناكولا في مصر لأبوين مسيحيين قبطيين ويتحدث اللهجة المصرية العربية. في مقابلة في سبتمبر 2012 مع إذاعة صوت أمريكا الناطقة بالعربية، وراديو سوا، كان خريج كلية الآداب بجامعة القاهرة وباحث في الفكر الإسلامي. في مرحلة ما، هاجر إلى جنوب كاليفورنيا حيث كان يدير محطات وقود في حدائق هاواي، كاليفورنيا، وأقام في سيريتوس، في مقاطعة لوس أنجلوس، كاليفورنيا. حضر ناكولا عدد من الكنائس القبطية في المنطقة، بما في ذلك كنيسة القديس جورج القبطية الأرثوذكسية في بيلفلاوير، ولكن لم يكن عضوا منتظماً.
وبحسب وكالة أسوشيتيد برس، فإن «ناكولا عانى من سلسلة من المشاكل المالية». في عام 1996، تم تقديم امتياز بمبلغ 194000 دولار أمريكي ضد محطة وقود ناكولا بسبب الضرائب غير المدفوعة، والغرامات، والفوائد التي تعود إلى الفترة من 1989-1992. تم رفع الحجز بقيمة 106000 دولار أسترالي ضده في عام 1997. تقدم بطلب الحماية من الإفلاس في عام 2000، مديونًا لعدة بنوك بمبلغ إجمالي قدره 166500 دولار، لكنه فشل لاحقًا في سداد مدفوعات بموجب خطة الإفلاس. تم رفع امتياز ضريبي قيمته 191000 دولار أمريكي ضده في عام 2006.
ذكرت صحيفة ديلي بيست أن إدارة شرطة مقاطعة لوس أنجلوس ألقت القبض على ناكولا في عام 1997 بعد أن تم توقيفه ووجد أنه بحوزته الإيفيدرين ويوديد الهيدروجين و 45000 دولار نقدًا. تم اتهام ناكولا بقصد تصنيع الميثامفيتامين. وأقر بالذنب وحُكم عليه في عام 1997 بالسجن لمدة عام واحد في سجن مقاطعة لوس أنجلوس وثلاث سنوات تحت المراقبة. وفقًا لمحامي مقاطعة لوس أنجلوس، فقد انتهك شروط الإفراج الشرطي في عام 2002 وأعيد الحكم عليه بالسجن لمدة عام آخر في سجن المقاطعة.
في عام 2010، لم يطعن ناكولا في التهم الفيدرالية المتعلقة بالاحتيال المصرفي في كاليفورنيا. فتح ناكولا حسابات مصرفية باستخدام أسماء مزيفة وأرقام ضمان اجتماعي مسروقة، بما في ذلك حساب لطفل يبلغ من العمر 6 سنوات، وأودع شيكات من تلك الحسابات لسحبها من أجهزة الصراف الآلي. وصف المدعي العام المخطط بأنه عملية غش مصرفي وقال له : «أنت تحاول إخراج الأموال من البنك قبل أن يدرك البنك أنه تم سحبها من حساب احتيالي. لا يوجد مال في الأساس». يُظهر نص الحكم الصادر في يونيو / حزيران 2010 الصادر عن ناكولا أنه بعد إلقاء القبض عليه، شهد ضد زعيم عصابة مزعوم لمخطط الاحتيال، مقابل عقوبة أخف. وحكم عليه بالسجن لمدة 21 شهرا في السجن الاتحادي، تليها خمس سنوات تحت المراقبة (افراج مشروط)، وأُمِرَ بدفع $ 794701 كتعويض. تم إرساله إلى السجن، ثم إلى منزل إعادة التأهيل، وتم الإفراج عنه في يونيو 2011.
بعد أسابيع قليلة من إطلاق سراحه، بدأ ناكولا العمل على «براءة المسلمين». تشمل شروط الإفراج الشرطي لناكولا عدم استخدام الأسماء المستعارة وعدم استخدام الإنترنت دون موافقة مسبقة من ضابط المراقبة الخاص به.

## براءة المسلمين
تم التعرف على ناكولا على أنه شخصية رئيسية وراء براءة المسلمين، وهو مقطع فيديو معاد للإسلام نُشر على موقع يوتيوب ينتقص من نبي الإسلام محمد، والذي تم إلقاء اللوم عليه في إثارة المظاهرات وأعمال الشغب في الشرق الأوسط وشمال إفريقيا، وغيرها من المناطق. بعد أن بدأت الاحتجاجات ضد براءة المسلمين في 11 سبتمبر 2012، عرف رَجل عن نفسه باسم «سام باسيل»، ناشر مقاطع الفيديو على اليوتيوب، اتصل بالأسوشيتد برس وصحيفة وول ستريت جورنال. وادعى أنه أنتج فيلمًا بعنوان «براءة المسلمين»، والذي تم الترويج له على موقع يوتيوب. وادعى كذباً أن الفيلم قد تم تمويله بخمسة ملايين دولار تم جمعها من 100 متبرع يهودي، وأنه هو نفسه يهودي إسرائيلي.
بحلول 13 سبتمبر، تم ربط ناكولا بالفيلم والشخصية سام باسيل من قبل وكالة أسوشيتيد برس والسلطات الفيدرالية الأمريكية. أفادت وكالة أسوشيتد برس أن رقم الهاتف المحمول الذي استخدمه «باسيل» لإجراء مقابلة يطابق عنوان ناكولا، ومن بين الأسماء المستعارة الـ13 المعروفة سابقًا لناكولا، كانت هناك أسماء مشابهة لسام باسيل (اسمه الأوسط باسيلي). نفى ناكولا كونه باسيل، لكن مسؤولي تطبيق القانون الفيدراليين حددوا ناكولا على أنه المخرج الرئيسي للفيلم. يبدو أنه تم تسجيل أجزاء من الفيديو في منزل ناكولا.ref name="many names"/> وفقاً للسلطات، ادعى ناكولا أنه كتب السيناريو أثناء وجوده في السجن. قال إنه كان منتجًا وأن المال (50 ألف دولار - 60 ألف دولار) جاء من عائلة زوجته في مصر.

### الاعتقال والسجن
بعد ردود الفعل العنيفة على الفيديو، اختبأ ناكولا وعائلته، وتم عرض منزل سيريتوس للبيع. قال محاميه إنه تلقى تهديدات على سلامته. في 15 سبتمبر 2012، استقبلت السلطات الفيدرالية ناكولا لإجراء مقابلة حول انتهاكات المراقبة المحتملة المتعلقة بتوزيع الفيلم على الإنترنت.
في 27 سبتمبر 2012، اعتقلت السلطات الفيدرالية الأمريكية ناكولا في لوس أنجلوس بتهمة ثماني تهم بانتهاك الإفراج الشرطي.  وزعمت النيابة أن بعض الانتهاكات تضمنت الإدلاء بأقوال كاذبة بشأن دوره في الفيلم واستخدامه للاسم المستعار «سام باسيل».  لا تتعلق أي من التهم باستخدامه للإنترنت. بعد جلسة استماع أمام قاضٍ، أمر ناكولا بالسجن دون كفالة، حيث استشهد القاضي بانتهاكات المراقبة بما في ذلك الكذب على مسؤولي المراقبة، و «الخطر على المجتمع»، و «عدم الثقة في المدعى عليه». وفي 7 نوفمبر / تشرين الثاني، أقر بأنه مذنب في أربع من التهم الموجهة إليه فيما يبدو أنها صفقة إقرار بالذنب (اتفاق بين المدعي العام والمشتكى عليه على تخفيض العقوبة مقابل شيء آخر) وحُكم عليه لاحقًا بالسجن الفيدرالي لمدة عام وأربع سنوات من الإفراج تحت الإشراف.
يوم 28 نوفمبر 2012، حكمت محكمة مصرية، قبل الإطاحة بنظام الإخوان المسلمون وحكومة محمد مرسي، على ناكولا، جنبا إلى جنب مع العديد من الأقباط المسيحيين الآخرين، والمعادي للإسلام الداعية تيري جونز، بالإعدام غيابياً، لتشويه سمعة الإسلام ؛ كل هؤلاء الأفراد يعيشون خارج مصر. عرض وزير السكك الحديدية الباكستاني غلام أحمد بيلور سراً مكافأة قدرها 100 ألف دولار لقتل ناكولا.
في أغسطس 2013، أطلق سراح ناكولا من السجن ليقضي عقوبته المتبقية في منزل للتأهيل، ثم وضع تحت المراقبة لمدة أربع سنوات.  في 26 سبتمبر 2013، تم إطلاق سراحه من منزل التأهيل إلى عهدة القس وايلي دريك من الكنيسة المعمدانية الجنوبية الأولى في بوينا بارك، كاليفورنيا.

## وصلات خارجية
- 18 June 2009 indictment on five counts of fraud, according to wired.com; accessed 23 July 2014.
- مصادر عربية عن السجن لمدة عام في أخر قضية له بخصوص الفلم[1][2][3][3][4]
- مصدر عربي عن مغادرة منزله هو وعائلته بعد نشره للفلم وتلقيه تهديدات[5]
- مسؤول أمريكي يكشف هوية مخرج الفلم

1. ↑  "الحكم على منتج الفيلم المسيء للإسلام بالسجن عاما لانتهاكه شروط إطلاق سراحه". مؤرشف من الأصل في 2013-10-20. اطلع عليه بتاريخ 2021-09-27.
2. ↑  "السجن عاما لمنتج الفيلم المسيء". سكاي نيوز عربية. 8 نوفمبر 2012. مؤرشف من الأصل في 2021-09-27. اطلع عليه بتاريخ 2021-09-27.
3. 1 2  "أمريكا تقرر الإفراج عن مارك باسيلي منتج الفيلم المسيء للإسلام". بوابة الأهرام. مؤرشف من الأصل في 2019-07-26. اطلع عليه بتاريخ 2021-09-27.
4. ↑  "الإفراج عن "مارك باسيلي" منتج الفيلم المسيء للإسلام في أمريكا". iqna.ir. 27 سبتمبر 2021. مؤرشف من الأصل في 2021-09-27. اطلع عليه بتاريخ 2021-09-27.
5. ↑  "أسرة نيقولا باسيلي الذي ارتبط اسمه بالفيلم المسيء للإسلام تهجر منزلها في كاليفورنيا". RT Arabic. 18 سبتمبر 2012. مؤرشف من الأصل في 2021-09-27. اطلع عليه بتاريخ 2021-09-27.
6. ↑  "مسؤول أميركي: نيقولا باسيلي نيقولا أنتج فيلم (براءة المسلمين)". الحرة. 13 سبتمبر 2012. مؤرشف من الأصل في 2021-09-27. اطلع عليه بتاريخ 2021-09-27.